# Эннесли, Артур, 11-й виконт Валентия
Артур Эннесли, 11-й виконт Валентия (англ. Arthur Annesley, 11th Viscount Valentia; 23 августа 1843 — 20 января 1927) — британский военный, придворный и консервативный политик.

## Происхождение и образование
Родился 23 августа 1843 года. Единственный сын Достопочтенного Артура Эннесли (1809—1844) и его жены Флоры Мэри Макдональд (? — 1884), дочери подполковника Джеймса Макдональда из Кланранальда. Его отец умер, когда ему был один год, и он унаследовал титулы 11-го виконта Валентия в графстве Керри (Пэрство Ирландии), 11-го барона Маунтнорриса из Маунтнорриса в графстве Арма (Пэрство Ирландии) и 11-го баронета Эннесли из Маунтнорриса в графстве Арма (Баронетство Ирландии) от своего деда 30 декабря 1863 года. Он получил образование в Королевской военной академии в Вулидже.

## Военная карьера
Артур Эннесли поступил на службу в 10-й гусарский полк в 1864 году и был повышен до лейтенанта в 1868 году. Он вышел в отставку из армии в 1872 году, но в 1894 году был назначен подполковником Королевского Оксфордширского гусарского полка. В начале 1900 года лорд Валентия был откомандирован для службы в Имперском йоменском полку во Второй англо-бурской войне и отправился в Южную Африку в конце января . Он служил помощником генерал-адъютанта Имперского йоменского полка с временным званием полковника и был упомянут в донесениях и назначен кавалером ордена Бани в ноябре 1900 года за свои заслуги. После увольнения с должности 1 января 1901 года ему было присвоено почетное звание полковника.

## Политическая карьера
Он был назначен главным шерифом Оксфордшира на 1874—1875 годах. Виконтство Валентии было ирландским пэрством и не давало Артуру Эннесли права на автоматическое место в Палате лордов Великобритании. Артур Эннесли заседал в Палате общин Великобритании от Оксфорда в 1895—1917 годах.
Лорд Валентия занимал должность контролера королевского двора в правительстве лорда Солсбери в 1898—1902 годах и в правительстве Артура Бальфура в 1902—1905 годах. В июле 1901 года он был назначен кавалером Королевского Викторианского ордена. В 1915—1924 годах — лорда в ожидании в коалиционном правительстве премьер-министра Герберта Асквита.
7 мая 1917 года для него был создан титул Эннесли из Блетчингтона в графстве Оксфордшир (Пэрство Соединённого королевства), что давало ему и его потомкам автоматическое право на место в Палате лордов Великобритании.
В 1923 году он был сделан рыцарем-командором Королевского Викторианского ордена.

## Семья
30 января 1878 года лорд Валентия женился на Лоре Саре Уэбб (? — 16 ноября 1933), дочери Дэниела Хейла Уэбба из Уайкхем-Парка, Оксфордшир, и вдове сэра Элджернона Уильяма Пейтона, 4-го баронета (1833—1872). У супругов было два сына и шесть дочерей:
- Достопочтенная Вер Эннесли (8 марта 1879 — 18 мая 1975)[1], в 1901 году она вышла замуж за преподобного Гая Рональда Кэмпбелла, внука Джона Кэмпбелла, 2-го графа Кодора.
- Лейтенант достопочтенный Артур Эннесли (24 августа 1880 — 16 ноября 1914); не женат. Погиб в бою во Франции.
- Достопочтенная Вайолет Кэтрин Эннесли (18 марта 1882 — 4 сентября 1963)[1], в 1920 году она вышла замуж за майора Чарльза Генри Гора, сына сэра Фрэнсиса Чарльза Гора. У них был сын и две дочери.
- Кэрил Артур Эннесли, 12-й виконт Валентия (3 июля 1883 — 6 октября 1949)[1], младший сын и преемник отца, не женат.
- Достопочтенная Хелен Эннесли (30 июля 1884 — 21 июля 1965), в 1905 году она вышла замуж за полковника Джона Пембертона Хейвуда-Лонсдейла, от брака с которым у неё было двое детей.
- Достопочтенная Леттис Эннесли (24 сентября 1885—1988), в 1911 году она вышла замуж за капитана Джеффри Во Сальвина Боулби, внука по материнской линии сэра Дэвида Хантера-Блэра, 3-го баронета.
- Достопочтенная Хильда Сесил Эннесли (19 апреля 1889 — 20 сентября 1972), не замужем.
- Достопочтенная Дороти Эннесли (род. 11 мая 1892)[1], в 1921 году она вышла замуж за Джозефа Фрэнсиса Вогана Гиббса, от рака с которым у неё было две дочери.

## Смерть
Лорд Валентия скончался в январе 1927 года в возрасте 83 лет, и ему наследовал его младший сын, Кэрил Артур Джеймс Эннесли, поскольку старший сын лорда Валентии, достопочтенный Артур Эннесли, погиб в бою в 1914 году.